# Cephalaeschna
Cephalaeschna é um género de libelinha da família Aeshnidae.
Este género contém as seguintes espécies:
- Cephalaeschna acutifrons